# تیلور (آلاباما)
تیلور (به انگلیسی: Taylor) شهرکی در شهرستان جنیوا ایالت آلاباما است که مساحت آن ۱۹٫۲۷ کیلومترمربع است و در سرشماری سال ۲۰۱۰ میلادی، ۲٬۳۷۵ نفر جمعیت داشته و تراکم جمعیتی آن، ۱۲۳٫۲۵ نفر در کیلومترمربع بوده است.